# Търговия на дребно
Търговията на дребно е продажбата на стоки и услуги на крайни потребители за лично потребление, обикновено в малки количества, от различни доставчици.
Отличава се от търговията на едро, при която се продават стоки и услуги от производител или търговски посредник (от международен търговец до търговец на дребно) с цел препродажба на крайни потребители.
Търговията на дребно включва разнообразни стоки и услуги като храни, хигиенни продукти, продукти за почистване и грижа за тялото, облекло и обувки, стоки за поддръжка на домакинството, битова техника и електроника, мебели, канцеларски материали, играчки, книги и др. Тя се извършва на открити площи (пазари) или в търговски помещения и сгради като магазин, супермаркет, универмаг, хипермаркет, търговски център и пр.